# Listă de pictori slovaci
Aceasta este o listă de pictori slovaci.

## A
- Janko Alexy

## B
- Martin Benka
- Albín Brunovský

## C
- Lajos Csordák

## F
- Ľudovít Fulla

## G
- Mikuláš Galanda

## K
- Jan Kupecký

## S
- Koloman Sokol
- Karl Sovanka